# サンディエゴ・パドレス
サンディエゴ・パドレス（英語: San Diego Padres、略称: SD）は、メジャーリーグベースボール（以下、MLB）ナショナルリーグ西地区所属のプロ野球チーム。本拠地はカリフォルニア州サンディエゴにあるペトコ・パーク。

## 概要

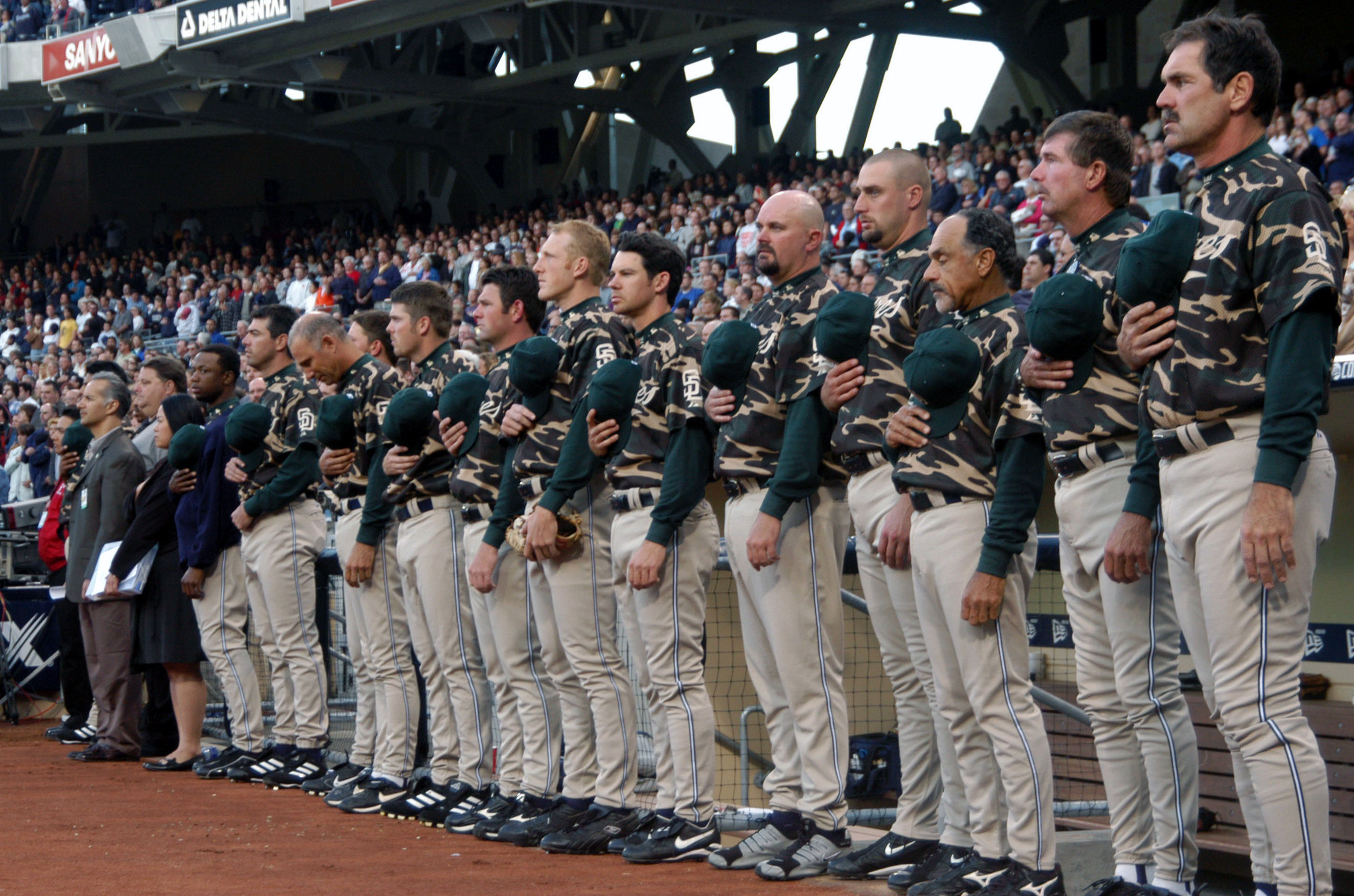
迷彩模様のユニフォームを着用したパドレスの選手たち（2004年）

1969年のリーグ拡張時、創設された球団の1つ。名前の由来はスペイン語で「神父」を意味する "Padre" から。18世紀にスペインから渡ってきたフランシスコ会の神父たちがカリフォルニア初の伝道所を設立し、それを基礎としてサンディエゴの町が始まった歴史に因む。球団マスコットの「スウィンギング・フライヤー」もこのフランシスコ会の修道士（=Friar, フライヤー）がモデル。
本拠地であるサンディエゴは、アメリカ西海岸最大の海軍および海兵隊基地を構える軍事都市。毎年4月には現役および退役軍人に対し、感謝と敬意を捧げるイベント「ミリタリー・オープニングデー」が行われ、迷彩模様の軍服のような限定ユニフォームを着用する。2008年からはこのユニフォームは毎週日曜日のホームゲームで着用されている。また、メキシコ合衆国に隣接している影響で関わりの深い選手を獲得するなど、メキシコ人の野球ファンに向けたアピールも行っている。
2004年に開場した投手有利のペトコ・パークを活かし、投手陣は安定したチーム防御率を誇っている。その反面、打線は力不足と言わざるを得ず、ペトコ・パークを本拠地として以来、エイドリアン・ゴンザレスが初の30本塁打以上を記録したものの、チーム打率はリーグワースト2位の.251に留まっている。
かつては資金力が枯渇しており、若手育成を中心としたチームであった。2018年以降、エリック・ホズマーの8年総額1億4400万ドルをはじめ、マニー・マチャドの10年総額3億ドル、フェルナンド・タティス・ジュニアの14年総額3億4000万ドルなどの大型補強を進めている。
ロサンゼルス・ドジャースとは同地区に属する。サンディエゴとロサンゼルスがサンディエゴ・フリーウェイとサンタアンナ・フリーウェイによって近距離で結ばれている事もあり両チームが対戦する際には多くのファンが足を運ぶ。

## 球団の歴史

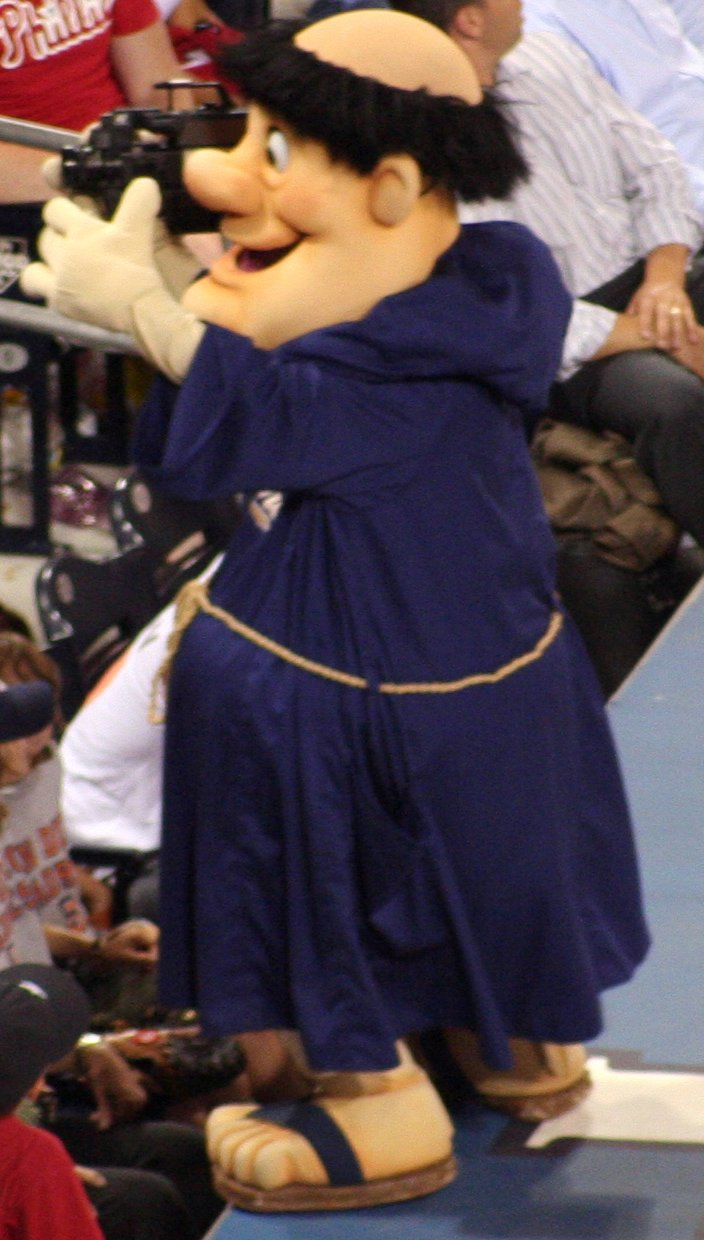
マスコットの「スウィンギング・フライヤー」

1969年にMLBのチーム拡張に伴いナショナルリーグに加入。

### 1970年代
球団創設から1974年まで6年連続で最下位だった。同年にはチームがワシントンD.C.への移転の危機にさらされたが、マクドナルドのレイ・クロックにより買収され、サンディエゴにとどまることとなった（1994年以降は、テキサス出身の実業家ジョン・ムーアズがオーナーとなっている）。その後デーブ・ウィンフィールド、ランディ・ジョーンズらの台頭によって、チームも徐々に浮上。
1975年には地区4位だった。
1978年には球団史上初の勝率5割を上回った。

### 1980年代
1984年はディック・ウィリアムズ監督の下、安打製造機のトニー・グウィン、スティーブ・ガービーら好選手を揃え、初の地区優勝と共に、初のリーグ優勝を果たす。ワールドシリーズではデトロイト・タイガースと対戦したが、1勝4敗で敗れた。

### 1990年代
1990年にクロック家からトム・ワーナーに球団が売却され、同年シーズンオフにはジョー・カーター、ロベルト・アロマーとのトレードでトロント・ブルージェイズからフレッド・マグリフ、トニー・フェルナンデスを獲得。しかし2年後にはFAでベニート・サンティアゴが新設球団フロリダ・マーリンズに、ランディ・マイヤーズがシカゴ・カブスに移籍、フェルナンデスはニューヨーク・メッツにトレードされた。1993年シーズンも開幕直前にダリン・ジャクソンがトロント・ブルージェイズに、開幕後にはゲイリー・シェフィールドがマーリンズに、マグリフがアトランタ・ブレーブスにトレードされ打線が大幅に弱体化、投手もブルース・ハーストと7月までで10勝を挙げていたグレッグ・W・ハリスがコロラド・ロッキーズにトレードされ、前年の82勝80敗での地区3位から一転、61勝101敗で西地区最下位に沈み、観客動員もリーグ最下位と低迷した。人件費削減によるチーム解体だったが、ジャクソンと交換で獲得したデレク・ベルがレギュラーに定着、ハリスらと交換で獲得したアンディ・アシュビーは後に先発投手としてエースに成長、ブラッド・オースマスは正捕手となりパドレスから移籍後も長年活躍、シェフィールドらと交換で獲得したトレバー・ホフマンは移籍当初ブーイングを浴びるも後にクローザーとして殿堂入りするまでになった。
1996年は2度目の地区優勝を果たした。
1998年には2度目のリーグ優勝を果たした。球団史上初のレギュラーシーズン勝率6割だったが、ワールドシリーズではニューヨーク・ヤンキースに4連敗を喫した。
1999年以降は低迷し、2003年まで5年連続で勝率5割を切った。

### 2000年代
2003年オフには日本プロ野球の中日ドラゴンズからポスティングシステムでMLB挑戦を目指した大塚晶則とベテラン技巧派投手デビッド・ウェルズが加入した。
2004年は大塚はリリーフとしてナ・リーグ最多ホールドを獲得するなど好成績を残した。同年、新球場ペトコ・パークが完成し、ロゴマークおよびユニフォームが一新され、新戦力効果に後押しされて3位ながらも87勝75敗と久々に勝ち越した。
2005年には勝率5割そこそこながら地区優勝を果たした。
2006年はプレーオフに進出したが、地区シリーズでセントルイス・カージナルスに敗退した。
2007年は12年間チームを率いたブルース・ボウチーがチームを去り、バド・ブラックが監督に就任。6月には宿敵ドジャースをホームに迎えた試合で、チームの顔トレバー・ホフマンが前人未到の通算500セーブを達成した。同年もアリゾナ・ダイヤモンドバックスやコロラド・ロッキーズと最後まで三つ巴の地区優勝争いを続けたが、ワイルドカード争いでロッキーズと同率となった結果行われた10月1日での1ゲームプレーオフで敗れて、3年連続のプレーオフ出場はならなかった。

### 2010年代
2014年オフにトレードやFAで大型補強を行った。トレードでデレク・ノリス、ウィル・マイヤーズ、ウィル・ミドルブルックス、ジャスティン・アップトン、マット・ケンプ、ティム・フェデロビッチ、ショーン・ケリー、クレイグ・キンブレル、メルビン・アップトン・ジュニアを、FAでジェームズ・シールズ、ブランドン・モローを獲得した。
2017年1月17日にマイヤーズと当時球団史上最高額の6年総額8300万ドルで契約延長。
2018年はシーズン開幕前の1月6日に日本プロ野球の埼玉西武ライオンズからポスティングシステムでMLB挑戦を目指した牧田和久を獲得した。2月17日にロイヤルズからFAとなっていたエリック・ホズマーと当時球団史上最高額となる8年総額1億4400万ドルで契約合意。オフには牧田を40人枠から外している。
2019年はシーズン開幕前の2月19日にドジャースからFAとなっていたのマニー・マチャドと当時のFA選手のMLB史上最高額となる10年3億ドルで契約合意。シーズンでは開幕戦でフェルナンド・タティス・ジュニアがデビューした。6月13日から16日に行われた対コロラド・ロッキーズ戦（クアーズ・フィールド）の4連戦で、第1戦は9-6、第3戦は14-8でロッキーズが勝利し、第2戦は12-16、そして第4戦は13-14でパドレスが勝利。ともに2勝2敗の五分で4試合を戦い終えたが、この4試合で両チーム合わせて叩き出した計92点は1929年5月に行われたフィリーズ対ドジャースの88得点を抜き、MLBの歴史の中で4連戦で生まれた史上最多得点となった。また、第1戦は共に13安打ずつの計26安打、第2戦は延長12回までもつれ、パドレスが21安打の計39安打、第3戦は13安打の計32安打、そして第4戦は15安打の計34安打。4試合連続で両軍ともに2桁安打を記録し、計131安打が乱れ飛び、歴史に残る大乱打戦シリーズとなった。オフのハロウィンに2020年シーズンから原点回帰した茶色と黄色を基調としたユニフォームに一新されることが発表された。

### 2020年代
2020年はポストシーズン進出に向けて大型トレードを敢行し、6件ものトレードを成立させ、マイク・クレビンジャー等10人を獲得するなど大規模補強を行った。その甲斐もあり、9月20日に2006年以来14年ぶりにプレーオフへ進出した。オフにはカブスとのトレードでダルビッシュ有とビクター・カラティーニを獲得した。また、KBOリーグのキウム・ヒーローズからポスティングでMLB移籍に挑戦した金河成を獲得している。
2021年はシーズン開幕前の1月19日にパイレーツ、メッツとの三角トレードでジョー・マスグローブを獲得した。2月18日にはブレーブスからFAとなっていたマーク・マランソンを獲得した。2月23日にタティース・ジュニアと14年総額3億4000万ドルで契約延長をした。オプションとして全球団トレード拒否権が含まれており、契約金として1000万ドルが含まれる。この契約はマイク・トラウトの12年総額4億2650万ドル、ムーキー・ベッツの12年総額3億6500万ドルを超えて、MLB史上最長の契約となった。これらの補強によりドジャースの地区9連覇を阻止出来る対抗馬として非常に注目されていた。
シーズンでは4月9日のテキサス・レンジャーズ戦でマスグローブが球団史上初となるノーヒットノーランを達成した。オールスターゲームにはファン投票でタティス・ジュニア、投手としてダルビッシュ、マランソン、控え野手としてジェイク・クロネンワース、マチャドが選出された。ダルビッシュは辞退したものの、他4名は出場している。7月16日の後半戦初戦のナショナルズ戦で球団史上最多得点の24を記録し、同時にクロネンワースが球団史上3人目となるサイクル安打を達成した。オールスターまではワイルドカード2位の位置に付けていた。7月26日にトゥクピータ・マルカーノ、ジャック・スウィンスキー、ミッチェル・ミリアーノとのトレードでパイレーツからアダム・フレイジャーを獲得した。7月29日にナショナルズからトレードでダニエル・ハドソンを獲得。しかし、この時から一気にチームそいての勢いは失速。一番の強みだったはずの先発陣がマスグローブ以外全員不調に陥り、打線も8月14日のダイヤモンドバックス戦ではノーヒットノーランを浴びた。9月にはマーリンズからFAとなっていたロス・デトワイラーを獲得。しかし、さらに負けが込むようになり、一時はワイルドカードで8.5ゲーム差を付けていたカージナルスの快進撃によって、9月25日にポストシーズン進出を逃すことが決定した。10月1日には2年ぶりのシーズン負け越しも決定し、最終成績を79勝83敗で終えた。
オフは10月6日に監督のジェイス・ティングラーを解任した。11月3日にチームからデトワイラー、ハドソン、ファム、ビンス・ベラスケスがFAとなった。11月27日にマリナーズとのトレードでフレイジャーを放出し、マリナーズからレイ・カー、コーリー・ロジアーを獲得した。
2023年11月14日、オーナーであったピーター・サイドラー（ピーター・オマリーの甥）が死去。サイドラーはトレードなどの手段と合わせ、優秀なプレイヤーを獲得する事に前向きであったがその死によって、球団は再び予算を抑え、大型契約を行った選手にもトレードの可能性があると報じられた。

## 選手名鑑

### アメリカ野球殿堂表彰者
- ロベルト・アロマー (Roberto Alomar)
- ローリー・フィンガーズ (Rollie Fingers)
- リッチ・ゴセージ (Rich Gossage)
- トニー・グウィン (Tony Gwynn)
- トレバー・ホフマン (Trevor Hoffman)
- グレッグ・マダックス (Greg Maddux)
- ウィリー・マッコビー (Willie McCovey)
- フレッド・マグリフ (Fred McGriff)
- ゲイロード・ペリー (Gaylord Perry)
- オジー・スミス (Ozzie Smith)
- デーブ・ウィンフィールド (Dave Winfield)

### 永久欠番
| 番号 | 選手                                     | ポジション | 備考                 |
| ---- | ---------------------------------------- | ---------- | -------------------- |
| 6    | スティーブ・ガービー (Steve Garvey)      | 一塁手     | 1988年指定           |
| 19   | トニー・グウィン (Tony Gwynn)            | 外野手     | 2004年指定           |
| 31   | デーブ・ウィンフィールド (Dave Winfield) | 外野手     | 2001年指定           |
| 35   | ランディ・ジョーンズ (Randy Jones)       | 投手       | 1997年指定           |
| 42   | ジャッキー・ロビンソン (Jackie Robinson) | 二塁手     | 全球団共通の永久欠番 |
| 51   | トレバー・ホフマン (Trevor Hoffman)      | 投手       | 2011年指定           |

### 欠番扱い
| 番号 | 選手                                  | ポジション         | 備考       |
| ---- | ------------------------------------- | ------------------ | ---------- |
| －   | レイ・クロック（Ray Kroc）            | オーナー           | 1984年指定 |
| －   | ジェリー・コールマン（Jerry Coleman） | 監督・アナウンサー | 2001年指定 |

レイ・クロック（Ray Kroc）1961年にファーストフード店のマクドナルドを買収、1967年から1973年までCEOを務めた。その後、マクドナルドは世界で最も成功したファーストフードチェーンとなる。このことから、クロックはマクドナルドの「創業者」（ファウンダー）と呼ばれている。1974年から死去するまでは、パドレスのオーナーを務めた。

### 歴代所属日本人選手
- 16 大塚晶文 (2004 - 2005)
- 10 井口資仁 (2008)
- 53 牧田和久 (2018)
- 11 ダルビッシュ有（2021 - ）
- 1 松井裕樹（2024 - ）

### 歴代所属日本人コーチ・スカウト
- 武上四郎 (1984、客員コーチ)
- 醍醐猛夫 (1999 - 2000、極東地区担当スカウト)
- 佐野嘉幸 (2001 - 2003、極東地区担当スカウト)
- 江尻亮 (極東地区担当スカウト)

## パドレス野球殿堂
1999年に設立され、15人が殿堂入りを果たしている。

### 殿堂入り表彰者
- ランディ・ジョーンズ（1999年）
- ネイト・コルバート（1999年）
- レイ・クロック（1999年）
- デーブ・ウィンフィールド（2000年）
- バジー・バベシ（2001年）
- ジェリー・コールマン（2001年）
- トニー・グウィン（2002年）
- ディック・ウィリアムズ（2009年）
- トレバー・ホフマン（2014年）
- ベニート・サンティアゴ（2015年）
- ギャリー・テンプルトン（2015年）
- テッド・ウィリアムズ（2016年）
- ケン・カミニティ（2016年）
- ジャック・マキーオン（2017年）
- ケビン・タワーズ（2018年）

## 傘下マイナーチーム
| クラス | チーム                                                               | 参加リーグ                                       | 提携   | 本拠地                                                                   |
| ------ | -------------------------------------------------------------------- | ------------------------------------------------ | ------ | ------------------------------------------------------------------------ |
| AAA    | エルパソ・チワワズ El Paso Chihuahuas                                | パシフィックコーストリーグ Triple-A West         | 2014年 | テキサス州エルパソ ニュー・エルパソ・ボールパーク                        |
| AA     | サンアントニオ・ミッションズ San Antonio Missions                    | テキサスリーグ Double-A Central                  | 2021年 | テキサス州サンアントニオ ネルソン・W・ウォルフ・ミュニシパル・スタジアム |
| High-A | フォートウェイン・ティンキャップス Fort Wayne TinCaps                | ミッドウェストリーグ High-A Central              | 1999年 | インディアナ州フォートウェイン パークビュー・フィールド                  |
| Low-A  | レイクエルシノア・ストーム Lake Elsinore Storm                       | カリフォルニアリーグ Low-A West                  | 2001年 | カリフォルニア州レイクエルシノア レイクエルシノア・ダイアモンド          |
| Rookie | アリゾナコンプレックスリーグ・パドレス Arizona Complex League Padres | アリゾナコンプレックスリーグ Arizona League      | 2004年 | アリゾナ州ピオリア ピオリア・スポーツ・コンプレックス                    |
| Rookie | ドミニカン・サマーリーグ・パドレス Dominican Summer League Padres    | ドミニカン・サマーリーグ Dominican Summer League | 1990年 | ドミニカ共和国 パドレス・コンプレックス                                  |